# Parco nazionale di Komodo
Il parco nazionale di Komodo è un'area naturale protetta indonesiana situata nei pressi delle piccole Isole della Sonda nella regione racchiusa tra le province di Nusa Tenggara Orientale e Nusa Tenggara Occidentale. Include tre isole: Komodo, Rinca e Padar, oltre ad altre isole minori, e copre un'area totale di 1817 km (603 km dei quali terraferma). Fu creato il 6 marzo 1980 al fine di proteggere il varano di Komodo. In seguito venne usato per difendere altre specie, alcune delle quali marine. Le isole che compongono il parco sono di origine vulcanica. All'interno del parco vivono circa 4000 persone. Nel 1991 fu inserito tra i patrimoni dell'umanità dell'UNESCO.
L'attività più popolare a Komodo è quella subacquea, dovuta alla biodiversità marina. La ricca fauna comprende squali balena, pesci luna, mante giganti, razze, ippocampi bargibanti, pesci pipa fantasma, pesci rana pagliaccio, nudibranchi, polpi dagli anelli blu, spugne, tunicati e coralli. Dal 1995 le autorità del parco vengono aiutate dal The Nature Conservancy, un'organizzazione ambientalistica statunitense, in collaborazione con la quale nel 2000 fu stilato un nuovo piano di gestione. Il particolare interesse è rivolto alle specie marine, in quanto all'interno del parco operano comunità di pesca commerciale. Regole e restrizioni impattano soprattutto sui residenti che vivono di quello che gli offre il parco.
Lo sviluppo del turismo responsabile è la strategia principale che dovrebbe rendere il parco economicamente autosufficiente grazie a tasse e licenze turistiche. Per questo motivo è stata creata una joint venture tra TNC ed un operatore turistico, a cui è stata assegnata la concessione e che, tra l'altro, traccia i diritti di gestione del parco (PKA & TNC 2000:78). La concessione ha suscitato polemiche: la joint venture è stata accusata di prendere decisioni a porte chiuse, e molti di Komodo chiedono di essere consultati riguardo alle decisioni che ne condizionano la vita (WALHI 2003, Dhume, 2000, Jurassic Showdown', Far Eastern Economic Review, March 16th, pp. 50–52).
Buona parte delle controversie sono state causate dall'uccisione di numerosi pescatori, a partire dagli anni ottanta, in circostanze poco chiare: mentre le guardie del parco, la polizia e la marina affermano di aver agito per autodifesa, le comunità di pescatori accusano i ranger di averli deliberatamente uccisi (Down to Earth 2003). Il parco nazionale di Komodo resta un'esperienza che ingenera nei turisti un po' di timore, visto che il conflitto tra la TNC e le comunità locali non accenna a diminuire. Oggi il parco nazionale di Komodo gode di indubbia fama internazionale: l'11 novembre 2011 è stato dichiarato una delle Nuove sette meraviglie del mondo naturali.